# Karácsond
Karácsond är en ort i Ungern.   Den ligger i provinsen Heves, i den centrala delen av landet, 80 km öster om huvudstaden Budapest. Karácsond ligger 120 meter över havet och antalet invånare är 3 132.
Terrängen runt Karácsond är huvudsakligen platt, men åt nordväst är den kuperad. Runt Karácsond är det ganska tätbefolkat, med 54 invånare per kvadratkilometer. Närmaste större samhälle är Gyöngyös, 9,7 km nordväst om Karácsond. Trakten runt Karácsond består till största delen av jordbruksmark.